# Giro delle Alpi Apuane 1920
Il Giro delle Alpi Apuane 1920, seconda edizione della corsa, si svolse il 13 giugno 1920 su un percorso di 263 km, con partenza e arrivo a Marina di Massa, in Italia. La vittoria fu appannaggio dell'italiano Bartolomeo Aymo, che completò il percorso in 9h50'00", alla media di 27,487 km/h, precedendo i connazionali Giuseppe Santhià e Giosuè Lombardi. 
Sul traguardo di Marina di Massa 6 ciclisti portarono a termine la competizione. 

## Ordine d'arrivo (Top 6)
| Pos. | Corridore        | Squadra | Tempo      |
| ---- | ---------------- | ------- | ---------- |
| 1    | Bartolomeo Aymo  | Ganna   | 9h50'00"   |
| 2    | Giuseppe Santhià | Stucchi | a 13'44"   |
| 3    | Giosuè Lombardi  | -       | a 15'56"   |
| 4    | Angiolo Marchi   | -       | a 25'26"   |
| 5    | Ottavio Pratesi  | -       | a 33'00"   |
| 6    | Carlo Giacchino  | -       | a 1h12'00" |